# Рябов, Эдуард Александрович
Эдуард Александрович Рябов (16 января 1972) — российский биатлонист. Мастер спорта России международного класса.

## Биография
За основной состав сборной России выступал с 1994 по 1996 года. За это время он сумел попасть один раз на пьедестал на этапе кубка мира и один раз принял участие на чемпионате мира в 1995 году. Позже Рябов довольствовался только выступлениями на Чемпионатах Европы и первенствах страны. На внутрироссийских соревнованиях биатлонист выступал за ХМАО.
Чемпионат и Первенство России по биатлону памяти ЗТР В.И.Стольникова. Командная гонка, мужчины, 2 марта</ref>
Сейчас Эдуард Рябов занимает пост заместителя директора по АХЧ в Центре спортивной подготовки сборных команд Югры.

## Достижения
- Чемпион Европы (1): 1994.
- Серебряный призёр Чемпионата Европы (2): 1997, 1999.
- Чемпион России: 2003.
- Лучший результат на этапах Кубка мира по биатлону: 3-е место в индивидуальной гонке в Оберхофе в сезоне 1994/1995.
- Лучший результат на Чемпионатах мира по биатлону: 8-е место в индивидуальной гонке в Антерсельве в 1995 году.
- Лучший результат в общем зачете Кубка мира по биатлону: 6-е место в сезоне 1994/1995.